# Amisha Patel
Amisha Patel (ur. 9 czerwca 1976 roku w Bombaju (Indie) – bollywoodzka aktorka.
Jest córką aktorki (Asha Patel), siostrą aktora Ashmit Patela. Studiowała w USA, po powrocie grała w teatrze w Mumbaju. Wyznania hinduistycznego. Stanu wolnego.
Zaprzyjaźniona z rodziną Roshanów debiutowała w filmie Rakesh Roshana Kaho Naa... Pyaar Hai u boku jego syna, razem z nią debiutującego Hrithik Roshana i grającej jego matkę Asha Patel. Za rolę dostała Nagrodę Filmfare za Najlepszy Debiut. Popularność przyniosła jej też nagrodzona rola u boku kolejnego przyjaciela Sunny Deola w filmie Gadar: Ek Prem Katha. Przyjaźni się z całą rodziną Deolów, w tym też z aktorem Bobby Deolem. Nominowana też za film Humraaz, uzyskała uznanie krytyków za role w  Ankahee (wyreżyserowanym przez Vikram Bhatta, z którym przez wiele lat była związana). Z nim też nakręciła film Elaan.

## Filmografia
| Rok  | Film                        | Rola                 | Uwagi                                                                                   |
| ---- | --------------------------- | -------------------- | --------------------------------------------------------------------------------------- |
| 2000 | Kaho Naa... Pyaar Hai       | Sonia Saxena         | nominacja do Nagrody Filmfare za Najlepszy Debiut                                       |
| 2000 | Badri                       | Sarayu               | film w języku telugu                                                                    |
| 2001 | Gadar: Ek Prem Katha        | Sakina               | Filmfare Special Performance Award nominacja do Nagrody Filmfare dla Najlepszej Aktorki |
| 2001 | Yeh Zindagi Ka Safar        | Sarena Devan         |                                                                                         |
| 2002 | Kranti                      | Sanjana Roy          |                                                                                         |
| 2002 | Kya Yehi Pyaar Hai          | Sandhya Patil        |                                                                                         |
| 2002 | Aap Mujhe Achche Lagne Lage | Sapna                |                                                                                         |
| 2002 | Yeh Hai Jalwa               | Sonia Singh          |                                                                                         |
| 2002 | Humraaz                     | Priya                | nominacja do Nagrody Filmfare dla Najlepszej Aktorki                                    |
| 2003 | Puthiya Geethai             | Jo                   | tamilski film                                                                           |
| 2003 | Parwana                     | Pooja                |                                                                                         |
| 2004 | Suno Sasurjee               | Kiran Saxena         |                                                                                         |
| 2004 | Shart: The Challenge        | gościnnie            |                                                                                         |
| 2004 | Naani                       | Priya                | Telugu film                                                                             |
| 2005 | Vaada                       | Puja                 |                                                                                         |
| 2005 | Elaan                       | Priya                |                                                                                         |
| 2005 | Zameer                      | Pooja                |                                                                                         |
| 2005 | Narasimhudu                 | Subbu                | Telugu film                                                                             |
| 2005 | Rebeliant                   | Jwala                |                                                                                         |
| 2006 | Mere Jeevan Saathi          | Anjali               |                                                                                         |
| 2006 | Humko Tumse Pyaar Hai       | Durga                |                                                                                         |
| 2006 | Teesri Aankh                | Ammu                 |                                                                                         |
| 2006 | Tathastu                    | Sarita               |                                                                                         |
| 2006 | Ankahee                     | Mrs. Nandita Saxena  |                                                                                         |
| 2006 | Aap Ki Khatir               | Shirani A. Khanna    |                                                                                         |
| 2007 | Honeymoon Travels Pvt. Ltd. | Pinky                |                                                                                         |
| 2007 | Heyy Babyy                  | gościnnie w piosence |                                                                                         |
| 2007 | Bhool Bhulaiyaa             | Radha                |                                                                                         |
| 2007 | Om Shanti Om                | gościnnie            |                                                                                         |
| 2008 | Kunal Kohli's Next          |                      | premiera w maju 2008                                                                    |
| 2008 | Do Lucky                    |                      | w produkcji                                                                             |